# EPIC 204376071
EPIC 204376071是一顆在天球上位於天蠍座的M型恆星。盖亚任务的視差觀測資料顯示該恆星距離地球440光年（130秒差距）。該恆星可能是上天蠍星協的成員星，並且是尚未成為主序星的年輕恆星。

## 概要
天文學家觀測到EPIC 204376071有不尋常的亮度波動，包含高達80%的亮度下降（單次亮度下降80%的深度掩星，並且時間持續一日）。不尋常的光度下降不僅幅度極大，而且在光變曲線圖上顯示是不對稱變化，亮度上升過程持續時間是下降的兩倍。儘管如此，EPIC 204376071的異常亮度大幅下降已經遠超過KIC 8462852的22%。天文學家已經提出數個EPIC 204376071大幅度下降的可能原因：第一個是環繞該恆星的塵埃或小顆粒物質；第二個則是接近恆星共轉半徑的塵埃物質瞬時吸積事件。EPIC 204376071的異常光變曲線與擁有系外型星候選天體的恆星KIC 10403228類似，並且後者的光便被認為是行星擁有的傾斜環系統引起。天文學家認為在EPIC 204376071的情形中，如果該恆星旁邊環繞的棕矮星或巨行星擁有還系統，也會造成類似的光變曲線。

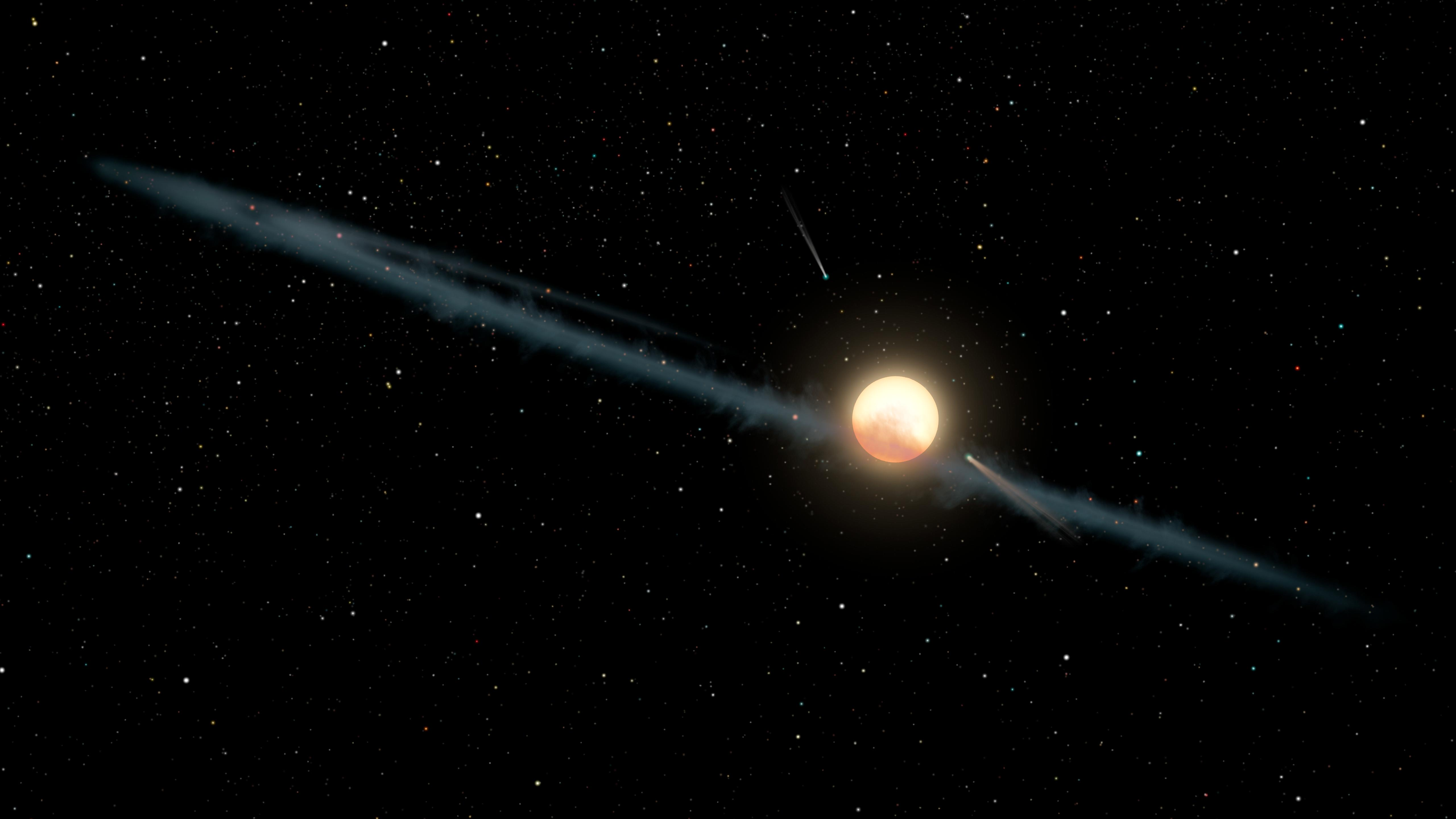
EPIC 204376071周圍被宇宙塵或小顆粒物體環繞的想像圖。

## 外部連結
- YouTube上的Video (00:13) – EPIC 204376071亮度下降最高達到80%。